# Aiguillon (botanique)
Pour les articles homonymes, voir Aiguillon.
Ne doit pas être confondu avec les épines.

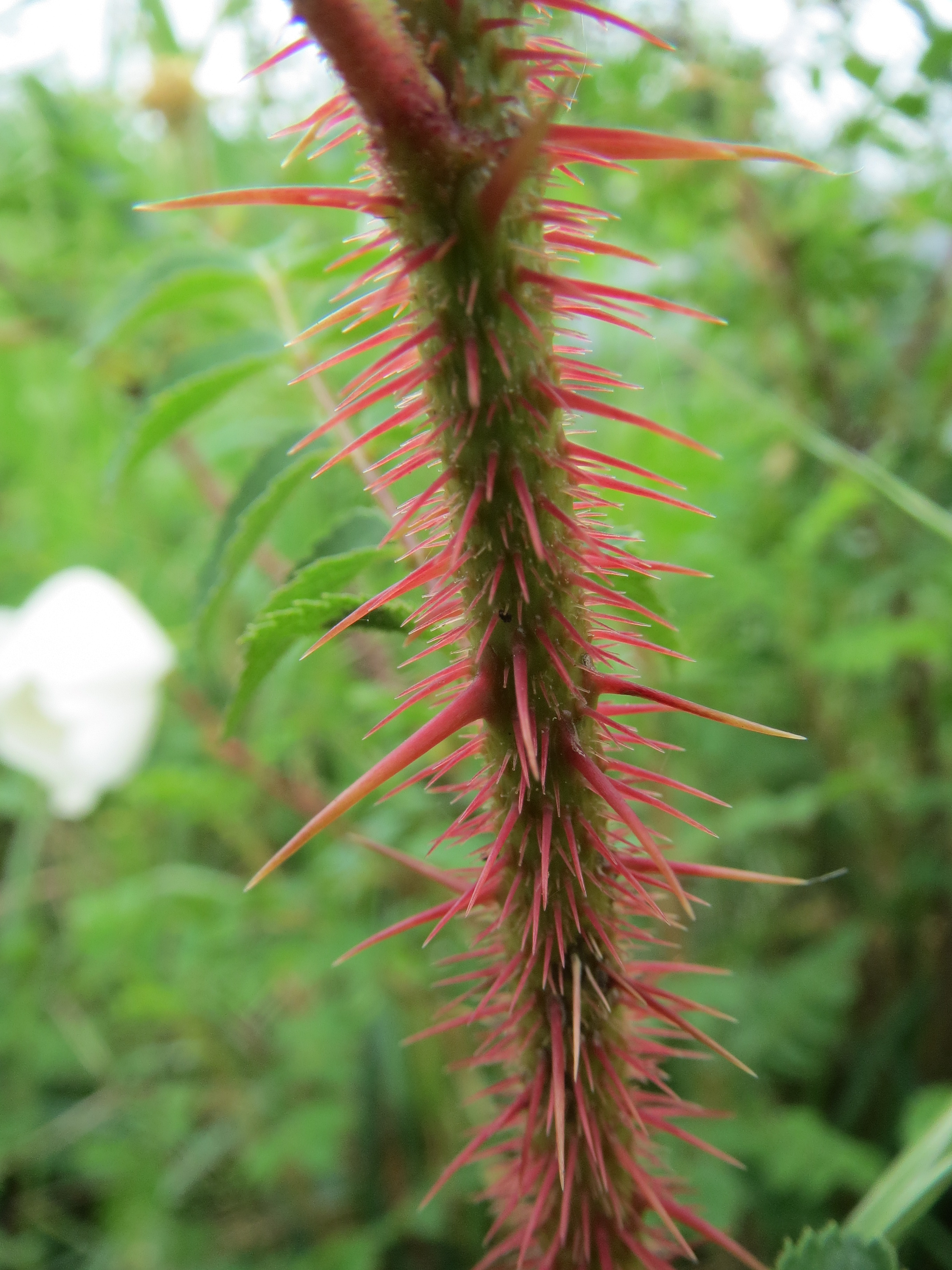
Aiguillons sur tige de Rosa spinosissima.

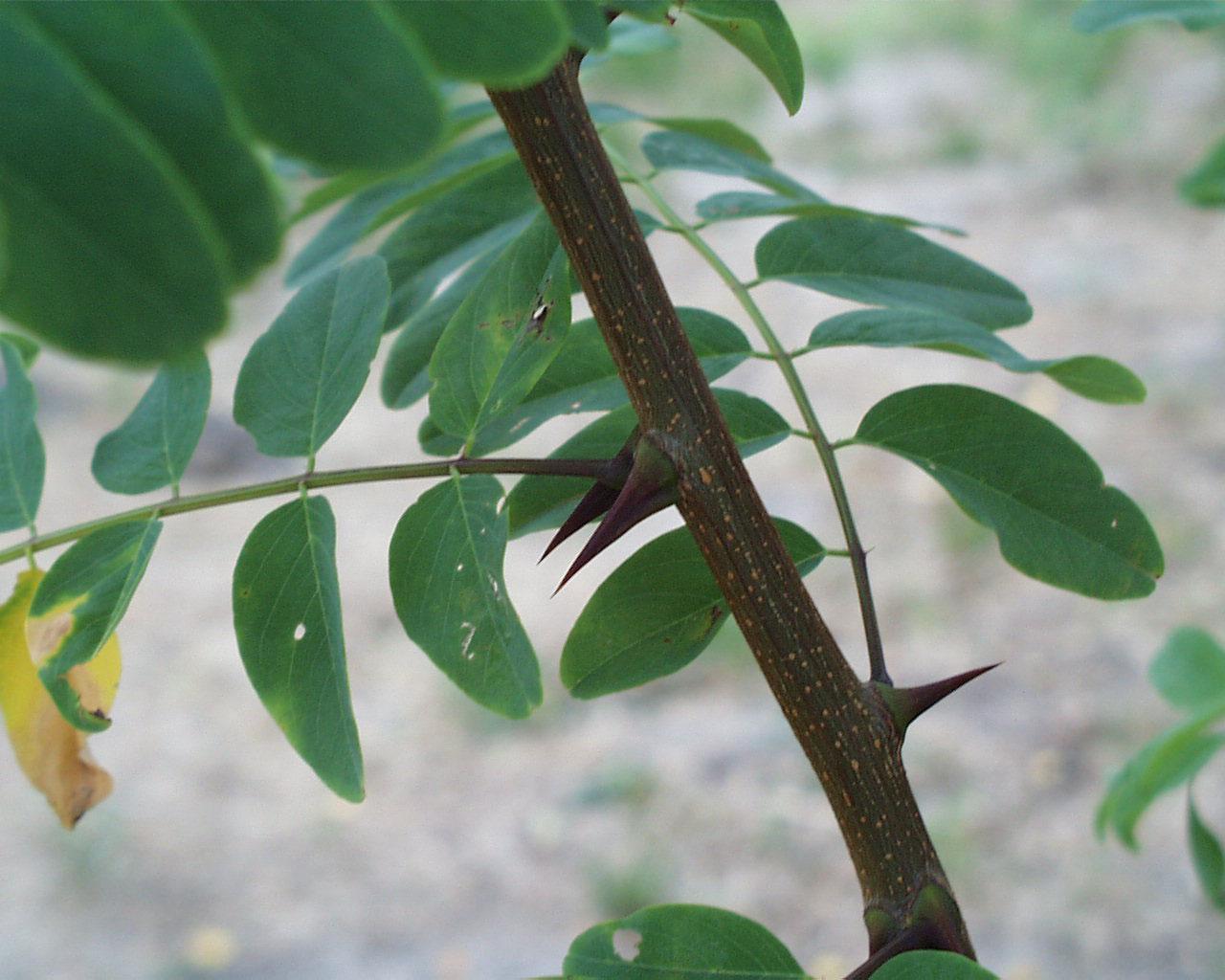
Rameau de Robinier faux-acacia.

Les aiguillons sont des excroissance piquantes qui naissent de l'écorce ou de l'épiderme de certaines plantes, distinctes des épines qui sont un prolongement de la partie ligneuse de la plante. 

## Description

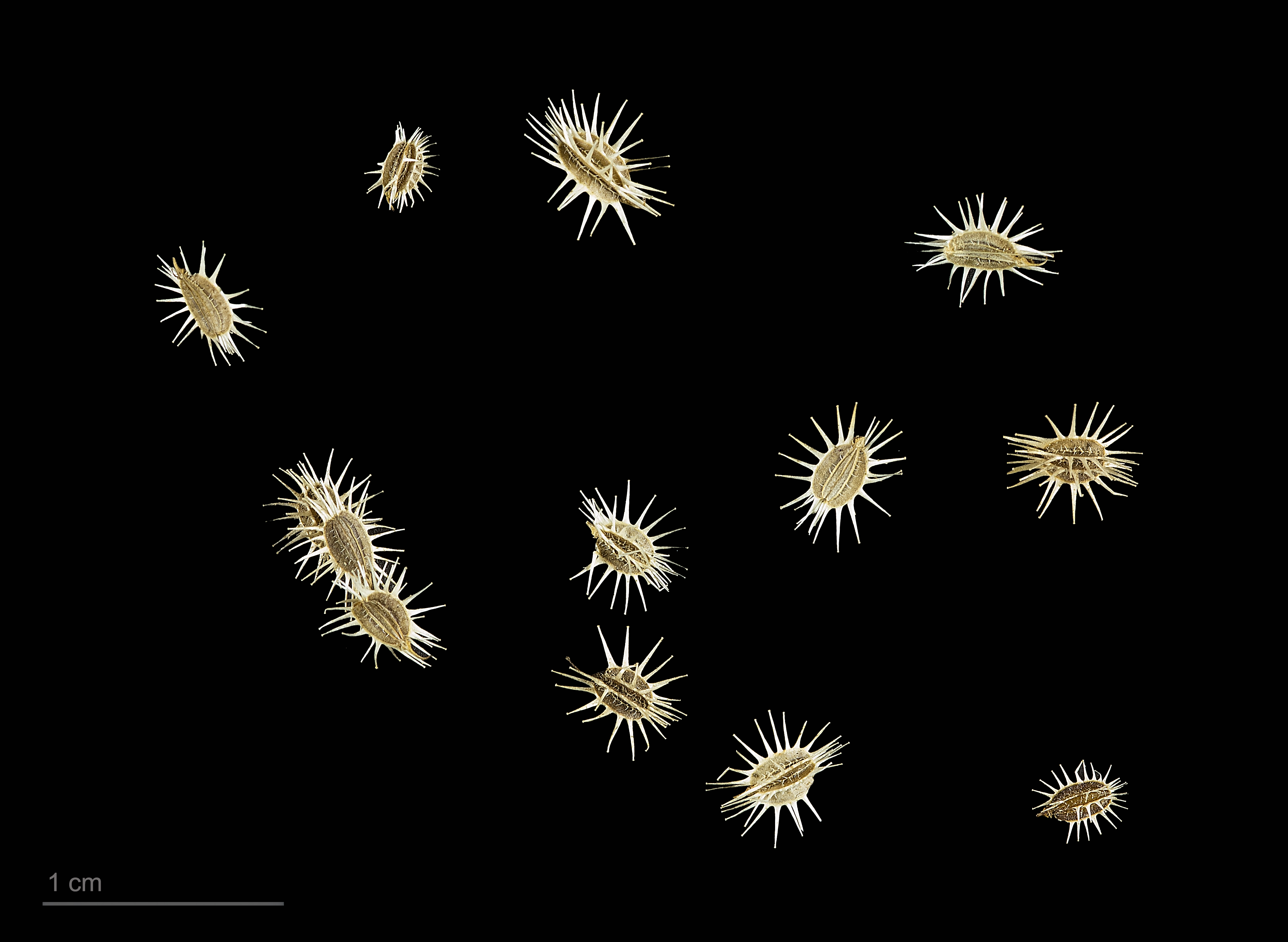
Fruits (diakènes) de Daucus carota.

Ce sont des productions de l'épiderme des plantes plus ou moins résistantes qui se développent sur diverses parties externes, aériennes, des végétaux. Ces expansions se forment à partir du tissu épidermique qui devient subéreux, plus rarement ligneux. Les aiguillons diffèrent des épines : contrairement à celles-ci, il est possible de les détacher sans enlever les parties intérieures de l'écorce. 
Ce que l'on appelle vulgairement les épines de rosiers (Rosa canina) sont des aiguillons. 
Les fruits ellipsoïdes de la carotte (Daucus carota) sont pourvus d'aiguillons,. 
Chez le robinier (Robinia pseudoacacia), les stipules sont remplacées par des aiguillons aigus qui persistent après la chute des feuilles.

## Origine évolutive
Les aiguillons sont apparus indépendamment dans au moins 28 lignées depuis 150 millions d'années. Dans plusieurs cas (au moins les genres Rosa et Solanum) ils sont dus à la mutation d'un gène de la famille LOG (Lonely Guy), un gène impliqué dans la synthèse de la cytokinine (une hormone participant à la prolifération cellulaire),.